# Sighvat Sturlasson
Sighvat Sturlasson (Sighvatr Sturluson), född 1170, död 21 augusti 1238, var islänning och en av sturlungarnas främsta hövdingar. Då hans makt var som störst behärskade han praktiskt taget hela det isländska nord- och sydlandet. Han var också skaldekunnig, men mycket litet av hans diktning har bevarats.

## Släkt och familj
Sighvat var son till Sturla Tordsson (Þórðarson), oftast kallad Hvamm-Sturla, och dennes andra hustru Gudny Bödvarsdotter (Guðný Böðvarsdóttir). Han hade två helbröder, Tord och Snorre Sturlasson. Sighvat var gift med Halldora, som var syster till Kolbein Tumason. De hade sju söner och (kanske) två döttrar. Sex av sönerna dödades i de ättestrider, som Sighvat genom sin maktlystnad till stor del själv orsakat. En av döttrarna hette Steinvör och sägs ha varit en god skaldinna. Av hennes diktning återstår i dag nästan ingenting, men hon är den enda kvinna som finns omtalad i Skáldatals förteckning över furstelovskalder. (Hon sägs ha besjungit hövdingen Gautr på Mel.)

## Levnad
Sighvat växte upp på gården Hvamm i Dalasýsla på västra Island. Liksom fadern Sturla och brodern Snorre var han mån om den egna ättens makt. Från och med år 1213 rådde han över två godedömen i Eyjafjorden på nordlandet, dit han två år senare flyttade och slog sig ner på hövdingasätet Grund. Men hans maktlystnad ledde honom snart i konflikt med andra stormän, däribland biskop Gudmund Arason på Hólar. Bråket ledde till att Sighvats äldste son Tume (Tumi) mördades av biskopens män – dock i strid mot biskopens önskan. År 1222 drog Sighvat och sonen Sturla för att hämnas till Grímsey, där biskopen uppehöll sig. Biskopen tillfångatogs och tvingades gå i tillfällig landsflykt till Norge. Men sturlungarnas maktambitioner medförde snart allt fler konflikter, främst med Gissur Torvaldsson av Haukdœla-ätten och asbirningarnas hövding Kolbein unge. En tillfällig förlikning med Kolbein uppnåddes dock år 1234. För att försona sig med kyrkan begav sig Sturla för sin egen och faderns räkning på botgörarfärd till Rom år 1233, där han fick påvens syndaförlåtelse och även lät sig gisslas offentligt. Då han återvände 1235 tycktes hans maktlystnad dock ha blivit större än förut. Både Sighvat och dennes övriga söner drogs nu in i Sturlas maktstrider. Då Sighvat och sönerna år 1238 med stort följe inföll i Skagafjorden för att överfalla Kolbein unge, blev de emellertid kringrända vid gården Örlygsstad (Örlygsstaðir) den 21 augusti. Sighvat, som nu var 68 år gammal, stupade i kampen; han hade då tillfogats 17 sår, vilket sågs som bevis för stor tapperhet. Också sönerna Sturla och Markus föll, medan två andra söner, Tord krok och Kolbein, flydde till kyrkan på Miklibær där de togs tillfånga och senare avlivades med faderns yxa. Endast sonen Tume den yngre lyckades undkomma, men dräptes några år senare. 
Sighvats ende återstående son, Tord kakali, var vid tillfället i Norge. Då han återkom 1242 hade Kolbein unge lagt under sig större delen av sturlungarnas rike och behärskade hela nordlandet. Tord lyckades dock efter stora motgångar hämnas sin far och bröderna i det blodiga slaget vid Haugsnes 1246.

## Diktning
Sighvat är inte omtalad som någon större skald, men två lausavísur som han uppges ha författat finns i Sturlungasagan. Den ena diktades år 1212, då han nåddes av budskapet om den eyjafjordske hövdingen Hallr Kleppjárnssons fall. Den andra dikten är en versifierad varseldröm som han hade kort före sin död i slaget vid Örlygsstad år 1238.